# Province de Pathum Thani
Pathum Thani (en thaï : ปทุมธานี) est une province (changwat) de Thaïlande.
Elle est située dans le centre du pays, juste au nord de la capitale Bangkok. Sa capitale est la ville de Pathum Thani.

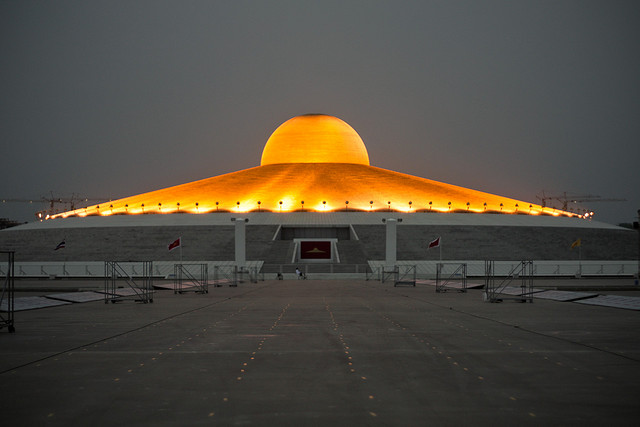
Le Cetiya au Wat Phra Dhammakaya vu la nuit. La partie supérieure de la structure est recouverte de 300 000 statues dorées du PraDhammakaya.

## Subdivisions

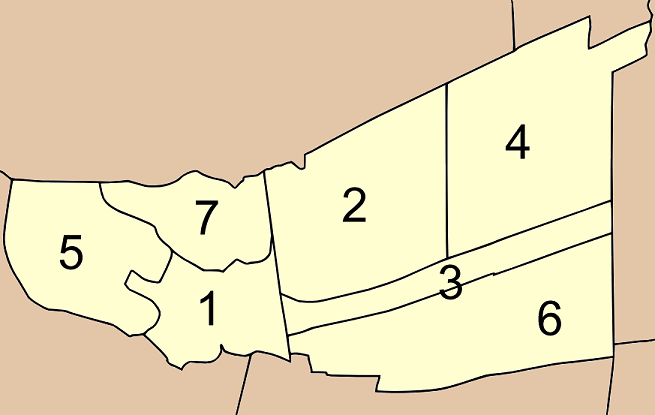
Carte des amphoe de la province de Pathum Thani.

Pathum Thani est subdivisée en 7 districts (amphoe) : Ces districts sont eux-mêmes subdivisés en 60 sous-districts (tambon) et 529 villages (muban).
Les amphoe sont : Mueang Pathum Thani - Khlong Luang - Thanyaburi - Nong Suea - Lat Lum Kaeo - Lam Luk Ka - Sam Khok